# مراقبت سلامت در ایران
مراقبت سلامت در ایران کنونی را دو بخش خصوصی و دولتی ارائه می‌دهند.
بیمارستان‌های دولتی در کنار نهادهای خصوصی، به مردم خدمات بهداشتی و درمانی ارائه می‌دهند اما هنوز ناکافی هستند. وزارت بهداشت، درمان و آموزش پزشکی بر خدمات درمانی کشور نظارت می‌کند. بهزیستی نیز توسط سازمان بهزیستی ایران، بنیاد شهید و امور ایثارگران و بنیاد مستضعفان انقلاب اسلامی اجرا می‌شود. مراقبت سلامت در جمهوری اسلامی ایران در حال حاضر با مشکلات متعدد و جدی مواجه است از جمله کمبود نیروی انسانی، کمبود دارو، بیمارستان‌هایی که به دلیل بحران انرژی به درستی عمل نمی‌کنند و مسائل دیگر.
بنا بر آمار سال ۲۰۱۷ میلادی، میزان مرگ مادران در این کشور، ۱۶ در هر ۱۰۰ هزار زایمان زنده بوده‌است (رتبهٔ ۵۰ از ۱۸۵ کشور). این میزان در سنجش با هفده سال پیش (۲۰۰۰ میلادی)، به یک سوم رسیده‌است و از این روی، ایران جایگاه سیزدهم را از دید کاهش میزان مرگ مادری در این بازهٔ زمانی داشته‌است. مرگ‌ومیر نوزادان بر اساس برآورد سال ۲۰۱۹، ۱۲ در هر ۱۰۰۰ تولد زنده است. از این روی ایران از میان ۱۹۳ کشور بررسی شده، در رتبهٔ ۸۲ ام جای گرفته‌است. نرخ امید به زندگی در ایران برابر ۷۶/۵ سال (۷۵ سال مردان و ۷۸ سال زنان) و از این نظر، این کشور در جایگاه ۷۳ ام جهان (از میان ۱۹۹ کشور) جای دارد. این رقم با افزایشی بیش از بیست و دو ساله، یافته‌است. سرانهٔ تخت‌های بیمارستانی در این کشور در سال ۱۳۹۷، ۱٫۶ تخت برای هر ۱۰۰۰ نفر بوده‌است و توزیع آنان در استان‌های این کشور، نابرابر است. بر اساس آمار سال ۱۳۹۶، نزدیک به ۷۵ درصد از تخت‌های موجود در ایران، از بخش دولتی بوده‌اند. میزان قابل توجهی از تخت‌های بیمارستان‌های خصوصی این کشور، بیشتر مواقع خالی هستند که کمبود توانایی مالی ایرانیان به عنوان چرایی آن در نظر گرفته شده‌است. بیماری غالب ناشی از آب و غذای این کشور نیز، اسهال باکتریایی است. دنیاگیری کروناویروس در ایران (سال ۱۳۹۸) نیز رخ داد و با گسترش پایدار در جامعهٔ ایرانی، تلفات قابل توجهی بر جای گذاشت.
بخش دارو و تجهیزات پزشکی همواره به صورت ۶۰ و ۴۰ درصد در بودجه‌ها و برنامه‌های توسعه ۵ ساله در کنار هم مطرح می‌شوند، ضمن اینکه کمک‌هایی نیز گاه از سوی سازمان برنامه و بودجه در نظر گرفته می‌شوند. کل هزینه‌های درمانی ایران در سال ۲۰۰۵ برابر با ۲۰/۴ درصد از تولید ناخالص ملی بود. ۷۳ درصد از ایرانیان تحت پوشش بیمه درمانی قرار دارند. سازمان بهداشت جهانی (WHO) در آخرین گزارش خود، عملکرد سطح سیستم بهداشتی در ایران را پنجاه و هشتمین سطح بهداشت و عملکرد کلی سیستم سلامتی در ایران را در میان دولتهای جهان، رتبه ۹۳ اعلام کرد.
براساس سالنامهٔ آماری‌ای که در سال ۱۳۹۶ منتشر شد، شمار ۱۲۵٬۵۶۶ تخت بیمارستانی در ۳۱ استان این کشور وجود دارد که از این شمار، ۸۲۱۲ تخت آی‌سی‌یو بوده‌اند.

## پیشینه
تا سال ۱۲۸۲ خورشیدی، هیچ تشکیلات و نهادی برای رسیدگی به بهداشت در ایران نبود. اگر بیماری همه‌گیر مرگباری شیوع می‌یافت، چند نفر از اطبای پایتخت را موقتاً جمع می‌کردند که مشورت بدهند چه باید کرد. کشتیهایی که می‌خواستند در بنادر ایران پهلو بگیرند، قبلاً می‌بایست در بنادر کشورهای دیگر، جواز سلامت داشته باشند چون ایران امکانات بررسی بهداشتی آنها را نداشت. هر چند سال یک بار که کنفرانس بین‌المللی بهداشت تشکیل می‌شد، از ایران هم نماینده می‌رفت ولی به سکوت می‌گذراند. تا اینکه در این سال (۱۲۸۲) به پیشنهاد میرزا نصرالله خان مشیرالدوله، صدراعظم وقت، مظفرالدین شاه فرمان تشکیل «اداره کل صحیه» را صادر کرد که «هم ترتیبات صحی سرحدات را منظم بدارد و هم امور صحی داخلی را رسیدگی کند» این اداره، هیئتی مشورتی به نام «مجلس حفظ الصحه دولتی» داشت که تشکیلات اصلی برنامه‌ریزی و مدیریت بهداشت در ایران شد. دکتر امیرخان امیراعلم نیر به نمایندگی از آن در کنفرانس بین‌المللی بهداشت در پاریس شرکت کرد و پس از چهل روز مذاکره، توانست تشکیلات بهداشت ایران را در عهدنامه بین‌المللی این کنفرانس به رسمیت بشناساند.
اداره کل صحیه بخشی از وزارت داخله (کشور) بود. از جمله اقدامات آن، آغاز مایه‌کوبی عمومی بود. در زمان مظفرالدین شاه یحیی میرزا لسان الحکما پیشنهاد تأسیس اداره ای برای تولید مایه (واکسن) آبله در ایران داد و مظفرالدین شاه موافقت کرد و مبلغی هم تعیین شد اما آن مبلغ صرف هزینه‌های دیگری شد و این طرح به اجرا درنیامد. در سال ۱۲۸۹ خورشیدی دکتر امیراعلم که نماینده مجلس شده بود، آغاز شد. در آن تاریخ بیماری آبله سالیانه جان حدود شصت هزار نفر را در ایران می‌گرفت و تنها سفارت فرانسه برای مصرف اتباع خود واکسن آبله به ایران وارد می‌کرد که قدری از آن را هم رایگان در اختیار مجلس حفظ الصحه دولتی (بهداری) می‌گذاشت. در دوره دوم مجلس شورای ملی، دکتر امیراعلم که نماینده مجلس بود در چهاردهم اردیبهشت ۱۲۸۹ خورشیدی به مجلس پیشنهاد داد که از محل مالیات نواقل یعنی پولی که برای عبور و مرور چهارپایان باربر و همچنین خودرو و درشکه و گاری و کالسکه گرفته می‌شد، مایه کوبی سراسری در ایران آغاز شود. با این پیشنهاد موافقت شد در هفدهم آبان آن سال قانون دو ماده ای پیشنهادی دکتر اعلم به این شرح به تصویب رسید:
ماده ۱: از مالیات وسائط نقلیه تومانی یک قران برای اصلاح امور حفظ الصحه و بالخصوص تعمیم آبله کوبی و تقسیم سرم گلو درد دیفتری به‌طور مجانی تخصیص شود.
ماده ۲: وجوهی که از این ممر حاصل می‌گردد به مجلس حفظ الصحه مرکزی دولت داده می‌شود که به نظارت و تصویب مجلس مذکور درتمام مملکت به مصرف برسد.
در اجرای این قانون، بلدیه (شهرداری) تهران در ۲۹ دی ۱۲۸۹ مبلغ ۱۹۶۵ قران در اختیار مجلس حفظ الصحه تهران گذاشت تا شش مرکز آبله کوبی مجانی در شش محله مختلف شهر دایر کند.
در سال ۱۳۰۰ اداره کل صحیه برای نخستین بار وزارتخانه شد اما این وزارتخانه پس از سه ماه منحل شد و این بار، اداره کل صحیه به وزارت معارف و مجلس حفظ الصحه دولتی به وزارت داخله انتقال یافت.
پس از جنگ جهانی دوم، با تلاش حکومت شاهنشاهی ایران، آژانس‌های فرامرزی و نیکوکاران، شرایط بهداشتی این کشور به طرز چشمگیری بهبود یافت. در طول دومین برنامه هفت‌ساله، که از سال ۱۹۵۵ آغاز شد و تا ۱۹۶۲ ادامه یافت، اولویت به کمپین‌های کنترل و ریشه‌کنی بیماری‌های عمده‌ای مانند مالاریا و آبله داده شد. با این حال، این برنامه به عنوان دوره‌ای از بلوغ و کسب تجربه برای برنامه‌ریزی بهتر در کشور، به‌ویژه در حوزه سلامت، در نظر گرفته شد. برنامه سوم (پنج‌ساله) (۱۹۶۲-۱۹۶۷) را باید نقطه آغاز برنامه‌ریزی اصولی دانست، جایی که یک رویکرد جامع برای توسعه شبکه خدمات بهداشتی ملی اتخاذ شد و به آموزش نیروی انسانی سلامت با توازن بهتر توجه جدی شد. این برنامه، نقطه عطفی در توسعه اجتماعی-اقتصادی ایران محسوب می‌شود. در همین دوره، مهم‌ترین و بنیادی‌ترین اصلاحات از طریق تصویب منشور انقلاب سفید ایران در یک همه‌پرسی عمومی انجام شد. این منشور، علاوه بر بسیاری از اصلاحات اجتماعی مهم، اصلاحات ارضی را در بر می‌گرفت که هدف اصلی آن، توزیع عادلانه‌تر درآمد به نفع جمعیت روستایی بود. در این فضای کلی اجتماعی و سیاسی، سازمان سپاه بهداشت ایجاد شد تا خدمات پزشکی و بهداشتی را به روستاها برساند. بنابراین، با آغاز چهارمین برنامه پنج‌ساله (۱۹۶۸)، همراه با توسعه اقتصادی گسترده، ایران وارد دوره‌ای از توسعه سریع و گسترش خدمات بهداشتی در سراسر کشور شد. در حدود سال ۱۳۴۲، ایران توانست آبله را از بین ببرد، طاعون را ناپدید کند و مالاریا را عملاً در سرزمین خود، ناپیدا سازد. وبا نیز در حدود سال ۱۳۴۹ شایع و کمی بعد، کنترل شد؛ این بیماری دوباره در اوایل دههٔ ۱۳۶۰ گسترش یافت و به سرعت به آن رسیدگی شد. با این وجود، امکانات بهداشتی ایران، ناکافی است و کمبود پزشک، پرستار و تجهیزات پزشکی در این کشور، نمود پیدا می‌کند.

## دوران جمهوری اسلامی
در سال ۲۰۲۱، در طرح تازه‌ای که نمایندگان مجلس شورای اسلامی تصویب کردند، قرار شد که برای تاییدشدن سقط جنین پس از غربالگری، شورایی از دو فقیه اسلامی، یک قاضی و چند پزشک ایجاد شود و تصمیم مادر، دیگر، تعیین‌کننده نباشد. بر پایهٔ گزارش‌ها، این تصویب، بدون نظرخواهی از سازمان بهزیستی و وزارت بهداشت ایران، در مجلس جمهوری اسلامی به سرانجام رسید و پس از آن، به شورای نگهبان ارسال شد. در همین دوره، نگرانی‌هایی دربارهٔ افزایش جمعیت بدون توجه به سلامت مردم و تحمیل فشار اقتصادی و اجتماعی به مردم و کشور، به وجود آمد. رئیس ادارهٔ ژنتیک وزارت بهداشت ایران گفت که: «طرح جدید مجلس در مورد سقط جنین با افزایش جمعیت ارتباطی ندارد، چون بیشتر آنها افراد ناقص‌الخلقه‌ای خواهند شد که طول عمر کمی هم خواهند داشت». وی به اینکه مادر نمی‌تواند نظر دهد نیز نقد کرد. همچنین اشاره‌هایی به مدافعان طرح، که به حرام بودن حالت دیگر اشاره داشتند، شد.
امیرحسین بانکی‌پور فرد، رئیس کمیسیون طرح جوانی جمعیت که از مدافعان حذف غربالگری اجباری و قانون سقط جنین بوده‌است، به همشهری می‌گوید: «دروغ می‌گویند که موارد مثبت ۵ درصد است…»؛ بانکی همچنین باور داشت که تا آن دوره، موارد قابل‌توجهی سقط صورت گرفته‌است که بر خلاف ادعای پزشکان ایرانی، توجیه شرعی (اسلام) نداشته‌است. او به موردی دیگر نیز اشاره کرد: «تاکنون موضوع حرج بر مادر که مسئله‌ای فقهی است، درست تفسیر نشده بود؛ درحالی‌که تشخیص این موضوع با فقیه است… پزشک که نمی‌تواند در مورد شرع نظر بدهد. ما در کشور اجازهٔ انجام هیچ کار خلاف شرعی را نداریم».
در خرداد ۱۴۰۰ مدیرعامل سازمان بیمه سلامت ایران اعلام کرد که «ایران با جمعیت ۸۰ میلیونی به اندازهٔ کشور ۱٫۵ میلیارد نفری چین مصرف دارو دارد و روابط ناسالم در بازار دارویی ایران زیاد است». او همچنین گفت که ایران از دید مصرف دارو از سه کشور نخست در جهان به‌شمار می‌رود. در پایان اردیبهشت ۱۴۰۰، گزارش شد که در طول ۳۰ سال گذشته از این تاریخ، آمار بیماران دیابتی در ایران ۱۴ برابر شده‌است و هر سال نزدیک به ۲۰۰ هزار تن نیز به‌شمار بیمارانش افزوده می‌شود. در این دوره، گسترش این بیماری در ایران و خاورمیانه، بسیار بالاتر از اروپا بوده‌است. همچنین از کمبود انسولین برای بیماران، گزارش شد و اعلام گردید که مشکل کلیوی در ۳۵ درصد افراد با دیابت، بدون انجام کنترل بوده‌است.
در ۴ خرداد ۱۴۰۰، گسترش سرخک در ایران گزارش شد و شناسایی ۲۵ مبتلا به این بیماری در پنج استان این کشور خبرساز شد. اگرچه، در سال ۱۳۹۸، ادعا شده بود که این بیماری در ایران ریشه‌کن شده‌است.

### تأثیر بحران انرژی بر مراقبت سلامت
سیستم بهداشت و درمان به انرژی پایدار و در دسترس برای عملکرد اساسی وابسته است. بیمارستان‌ها به برق مداوم برای تجهیزات پزشکی حیاتی مانند دستگاه‌های تنفس مصنوعی، دستگاه‌های مانیتورینگ و تجهیزات تصویربرداری نیاز دارند. قطعی برق یا کمبود انرژی می‌تواند جان بیماران را به طور مستقیم به خطر بیندازد. ایران علی‌رغم ثروتمند بودن از نظر منابع، با بحران انرژی شدیدی روبرو است که این امر ناشی از سوء مدیریت جمهوری اسلامی است. این بحران به شدت به سیستم بهداشت و درمان ایران آسیب می‌زند.
در تابستان ۱۴۰۰، در جریان خاموشی‌های ۲۰۲۱ ایران که به مشکل این دوران مردم ایران تبدیل شده بود، گزارش‌هایی در رسانه‌های ایرانی منتشر شد که از تلف‌شدن بیماران به دلیل نبود برق در بیمارستان‌های ایران می‌گفت. همچنین فیلمی نیز منتشر شد که نشان می‌داد در یک آی‌سی‌یو برق‌ها رفته و بیماران، یک‌به‌یک در حال اکسپایر شدن بودند و هیچگونه دستگاهی نیز برای رفع مشکل، وجود نداشته‌است. یک پزشک ایرانی با انتشار این فیلم و گفتن از «از دست رفتن بیمار» اعلام کرد: «این بار فیلم این صحنه منتشر شده‌است اما ما با چنین صحنه‌هایی بارها مواجه شده‌ایم. اکسیژن که قطع می‌شود بعضی از ونتیلاتورها از دچار اختلال عملکرد می‌شوند. بعضی از ونتیلاتورها که توربینی هستند کاملاً از کار می‌افتند. بارها گفته‌ام که متأسفانه وزارت بهداشت جزئیات مرگ بیماران کووید ۱۹ را منتشر نمی‌کند.» سازمان نظام پزشکی ایران نیز پس از این، اعلام کرد که احتمال مرگ بیماران به دلیل خاموشی‌ها، بالا است و افزود که «حتی در بیمارستان‌های بزرگ هم که ژنراتور دارند، دستگاه‌ها فرسوده هستند یا در مدت طولانی قطع برق، دوام نمی‌آورند». همچنین احتمال مرگ بیماران بیمارستان‌هایی که ژنراتور برق ندارند، ۱۰۰٪ اعلام شد. اینها در هنگامی رخ می‌داد که مقامات دولتی جمهوری اسلامی، از جمله حسن روحانی رئیس‌جمهور، چنین چیزهایی را تکذیب کردند. در سوی دیگر، گزارش شد که آن بیمارستان‌هایی که ژنراتور دارند نیز برخی نیاز به تعمیر سنگین دارند.
در خرداد ۱۴۰۰ رئیس انجمن جراحان کودکان ایران اعلام کرد که استان‌های ایلام، هرمزگان، بوشهر، اردبیل، یاسوج، کردستان، خراسان جنوبی و شمالی، سیستان و بلوچستان و سمنان پزشک جراح کودکان ندارند و مردمشان در این زمینه سختی فراوانی کشیده‌اند. در تیر ۱۴۰۰ همچنین استاندار سیستان و بلوچستان گفت که با «کمترین امکانات در حال مقابله با موج جدید کرونا هستیم» و اعلام کرد که ۱۰ شهر این استان، بیمارستان ندارند. اسماعیل حسین‌زهی، نماینده مجلس، گفت که «اوضاع سیستان و بلوچستان از مرز فاجعه رد شده» و از وضعیت خدمات درمانی در این استان به شدت انتقاد کرد. دیگران نیز از عدم رسیدگی به بحران ویروس کرونا در این استان گفتند و معین‌الدین سعیدی نیز اعلام کرد که «محدوده سواحل مکران یعنی شهرهای چابهار، کنارک، نیکشهر و قصرقند حتی یک بخش عفونی ندارد… برخورد مسئولان وزارت بهداشت، ما را متأُسف کرده» و ادامه داد «مسئولان به جای پاسخگویی، مدعی هستند».
در ۱۴۰۴، با تشدید فراوانی و طول مدت قطعی‌های برق در ایران، علی امیرسوادکوهی رئیس انجمن صنفی مراقبت‌های ویژه به تأثیرات قطع برق بر مریضان وابسته به ونتیلاتور اشاره کرد. به گفته‌های امیرسوادکوهی، دستگاه‌های تنفس مصنوعی خانگی در ایران قدیمی هستند و باتری‌هایشان فقط ۵-۶ ساعت دوام می‌آورند، و زمانی که قطعی‌های برق مکرر رخ می‌دهد، این دستگاه‌ها آسیب می‌بینند و ممکن است جان بیمارانی که به آن‌ها متصل هستند را به خطر بیندازند. وی وزارت بهداشت را به دلیل عدم سرمایه‌گذاری در به‌روزرسانی تجهیزات و نبود مقررات قوی برای بهبود مراقبت‌های پزشکی در منزل مورد انتقاد قرار داد، برخلاف کشورهای پیشرفته که بیماران را با تجهیزات پیشرفته به خانه می‌فرستند.

### کمبود دارو
کمبود دارو در ایران در طی سال‌های اخیر به‌طور محسوسی وجود داشت ولی غالباً این کمبود بیشتر در زمینه داروهای بیماری‌های خاص احساس می‌شد و بیماران و بستگان آنها برای تهیه داروی مورد نیاز خود که در داروخانه‌ها یافت نمی‌شد مجبور بودند در بازار سیاه و کوچه‌های محدوده خیابان ناصرخسرو تهران به دنبال دارو باشند و با قیمت گزافی آن را از دلالان دارو تهیه کنند ولی این کمبود هم‌اکنون در خصوص داروهای آنتی‌بیوتیک ساده و داروهای ساخت داخل ایران که قبلا در تمام داروخانه‌ها و مراکز درمانی به وفور یافت می‌شد نیز دامنه گیر شده‌است و مردم برای تهیه داروهای ساده نیز دچار مشکل شده‌اند. بر اساس گزارش‌های مختلف، حدود ۳۵۰ تا ۴۰۰ نوع دارو در بازار ایران دچار کمبود شده‌اند. کمبود دارو باعث می‌شود بسیاری از شهروندان ایرانی زیر خط فقر قرار بگیرند و همچنین منجر به افزایش نرخ مرگ‌ومیر در کشور می‌شود.

#### علل کمبود دارو
- شرایط اقتصادی و تحریم‌ها - وضعیت اقتصادی نامساعد کشور و تحریم‌های بین‌المللی تأثیر مستقیمی بر صنعت دارویی داشته و منجر به افزایش چشمگیر قیمت داروها شده‌اند. این عوامل همچنین دسترسی به مواد اولیه را محدود کرده و کمبود جدی داروهای ضروری در بازار ایجاد کرده‌اند.[۴۱]
- فساد و مافیای دارو - شبکه‌های فساد و مافیای دارو که در بازار ایران عمق یافته‌اند، با ایجاد انحصار غیرقانونی و احتکار دارو، وضعیت کمبود و افزایش بی‌رویه قیمت‌ها را به شدت تشدید کرده‌اند. این شبکه‌ها با سوءاستفاده از ضعف‌های نظارتی و قانونی، داروهای ضروری را از دسترس مردم خارج کرده و بیماران را مجبور به پرداخت قیمت‌های نجومی در بازار سیاه می‌کنند.[۴۰]
- قیمت‌گذاری دستوری - سیاست قیمت‌گذاری دستوری که توسط دولت اعمال می‌شود، با تحمیل قیمت‌های غیرواقعی و پایین، تولیدکنندگان داخلی را مجبور به کاهش کیفیت مواد اولیه و فرآیندهای تولید می‌کند. این وضعیت منجر به تولید داروهایی با استانداردهای پایین‌تر شده و در نهایت اعتماد مردم به محصولات دارویی داخلی را کاهش می‌دهد.[۴۲][۴۳] رئیس اتحادیه واردکنندگان دارو، سیاست‌های غلط دولت را مسئول بحران کنونی معرفی کرده و هشدار داده است که اعمال قیمت‌گذاری دستوری منجر به کاهش چشمگیر تولید و وخامت بیشتر کمبود داروها در بازار شده است.[۴۰]

## بخش‌های خدمات درمانی

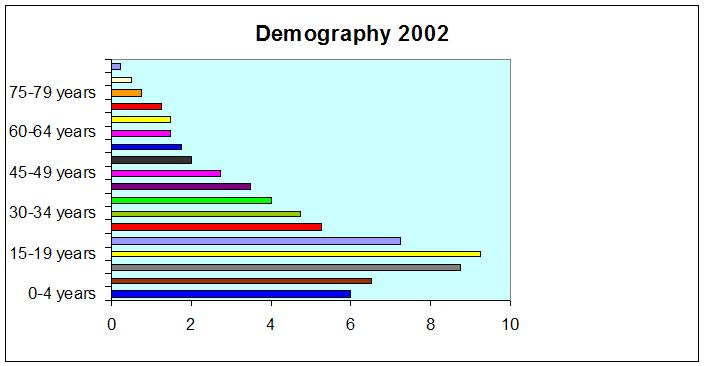
جمعیت ایران - هرم جمعیت

| ایران: بهداشت (منبع: EIU) | ۲۰۰۵ | ۲۰۰۶ | ۲۰۰۷ | ۲۰۰۸ | ۲۰۰۹ | ۲۰۱۰ |
| ------------------------- | ---- | ---- | ---- | ---- | ---- | ---- |
| متوسط امید به زندگی (سال) | ۷۰٫۰ | ۷۰٫۳ | ۷۰٫۶ | ۷۰٫۹ | ۷۱٫۱ | ۷۱٫۴ |
| هزینه بهداشت (% of GDP)   | ۴٫۲  | ۴٫۲  | ۴٫۲  | ۴٫۲  | ۴٫۲  | ۴٫۲  |
| هزینه بهداشت ($ per head) | ۱۱۳  | ۱۳۲  | ۱۵۰  | ۱۹۱  | ۲۲۳  | ۲۶۱  |

### پوشش دهی
ایران در خدمات درمانی قانونی را معین کرده‌است که بر طبق آن به داروهای نسخه شده و برنامه‌های واکسیناسیون یارانه تعلق می‌گیرد. شبکه گسترده‌ای از کلینیک‌های عمومی که با امکانات درمانی سطح پایین‌تر اما با قیمت ارزانتر به خدمت‌رسانی می‌پردازند و بیمارستان‌های خصوصی و عمومی که به وسیلهٔ وزارت بهداشت و آموزش پزشکی اداره می‌شود باعث بهبود سطح بالایی از درمان شده‌اند.
در اغلب شهرهای بزرگ افراد مرفه به کلینیک‌های خصوصی و بیمارستان‌هایی مراجعه می‌کنند که هزینه بالایی از آن‌ها دریافت می‌شود. ۹۰ درصد ایرانی‌ها یک بیمه درمانی دارند.
طبق گزارش سازمان بهداشت جهانی ۹۴ درصد از جمعیت در سال ۲۰۰۰ به خدمات بهداشتی محلی دسترسی داشته‌است. این سطح دسترسی ۸۶ درصد در مناطق روستایی و ۱۰۰ درصد در مناطق شهری بوده‌است.
در سال ۱۹۹۹بین ۸۰ تا ۹۴ درصد از جمعیت، قابلیت دسترسی به داروهای ضروری را داشته‌اند. از سال ۲۰۰۹ قانون جدید دولت که بیمه سلامت همگانی نامیده می‌شود، پوشش پایه‌ای برای تمام ایرانیان را فراهم می‌آورد.

### نظام پرداخت
نظام پرداخت در بخش دولتی و خصوصی (Fee-for-service (FFS است.

### شبکه بهداشت
امروز مهم‌ترین شبکهٔ ارائه مراقبت‌های بهداشتی در تملک و کنترل وزارت بهداشت و درمان و آموزش پزشکی ایران است که از طریق شبکه‌های بهداشتی و دانشکده‌های
پزشکی در کشور ارائه می‌کند. وزارت بهداشت و آموزش پزشکی مسئول ارائه سرویس‌های خدمات درمانی در سرتاسر شبکه، بیمه درمانی، آموزش پزشکی، نظارت و تنظیم آیین‌نامه سیستم خدمات درمانی در کشور، سیاستگذاری، ساخت و توزیع داروها و پژوهش و گسترش توسعه پیشرفت می‌باشد.
علاوه براین، سازمان‌های موازی دیگری از جمله سازمان بیمه و خدمات درمانی که به عنوان پایه و اساس رفاه اجتماعی ایجاد شده‌اند و بیش از یک شرکت بیمه عمل می‌کنند.
برخی بیمارستان‌ها به وسیله موسسات خیریه راه اندازی شده‌اند مانند بیمارستان محک برای کودکان سرطانی توسط مؤسسه محک.
بر طبق آخرین سرشماری مرکز آمار ایران، در سال 2004 متعهد شده که دارای ۷۳۰ ساختمان پزشکی (برای مثال بیمارستان-کلینیک) و مجموع ۱۱۰٬۷۹۷ تخت می‌باشند که ۴۸۸ بیمارستان (۷۷٬۳۰۰) کاملاً مربوط به وزارت بهداشت و آموزش پزشکی می‌باشد و توسط این سازمان راه اندازی شده‌است و ۱۲۰بیمارستان (۱۱٬۳۰۱ تخت) متعلق به بخش‌های خصوصی و الباقی به دیگر سازمان‌ها از جمله سازمان تأمین اجتماعی ایران متعلق می‌باشد، برای هر هزار نفر از جمعیت ۷ پرستار و ۱۷ تخت بیمارستانی وجود دارد.
یک سیستم شفاف از شبکه بهداشتی تأسیس شده‌است که اقدام‌های لازم و مراقبتهای بهداشتی اولیه را برای اکثریت جامعه تضمین می‌کند، با این وجود دسترسی و فراهم بودن مراقبتهای بهداشتی تا حدودی در برخی استان‌های کمتر توسعه یافته در برخی استان‌های کمتر توسعه یافته که شاخص‌های بهداشتی آن نسبت به متوسط کشوری کمتر است، محدود می‌باشد.
کشور درگذار اپیدمیولوژیک و با مشکلات دو برابری از بیماری‌ها مواجه‌است. همچنین تهدیدات جدید به وجود آمده باید مورد توجه قرار گیرد.
گذار اپیدمیولوژیک و جمعیت‌شناسی تأثیر قابل توجهی بر الگوی عوارض و مرگ و میر در آینده‌ای نزدیک و دور به ویژه در پدید آمدن بیماری‌های مزمن، غیرواگیر و مشکلات یک جامعه سالخورده خواهد داشت.

### توسعه
با وجود مجموعه پیشرفت‌های بدست آمده در زمینه‌های بهداشتی از انقلاب ۱۳۵۷، هم‌زمان با پیشرفت سریع در فناوری پزشکی، تکنولوژی اطلاعات، انتظارات افراد و جمعیت‌شناسی جوان بدون شک نیاز است به تداوم روند پیشرفت‌های انجام شده تا این‌ها نوسانات قابل توجهی در راس پیشرفت‌ها و شاخص توسعه انسانی در حوزه‌های مختلف کاری در کشور می‌باشند.

#### گردشگری درمانی
ایران با فناوری پزشکی زیستی از جمله ۱۲ کشوری است که می‌تواند مرکز مناسبی برای گردشگری درمانی باشد. هر ساله ۳۰۰۰ نفر برای دریافت درمان پزشکی به ایران مراجعه می‌کند.

## آب و فاضلاب
در زمینه تصفیه فاضلاب مشکلات قابل توجه‌است برای مثال اکثریت جمعیت تهران تصفیه فاضلاب ندارند، و پساب تصفیه نشده مستقیماً به آبهای زیرزمینی تزریق می‌شود. افزایش جمعیت بحران آب را تشدید کرده، این آلودگی آب‌های زیر زمینی موجب افزایش خطر سلامتی می‌شود.

## تغذیه

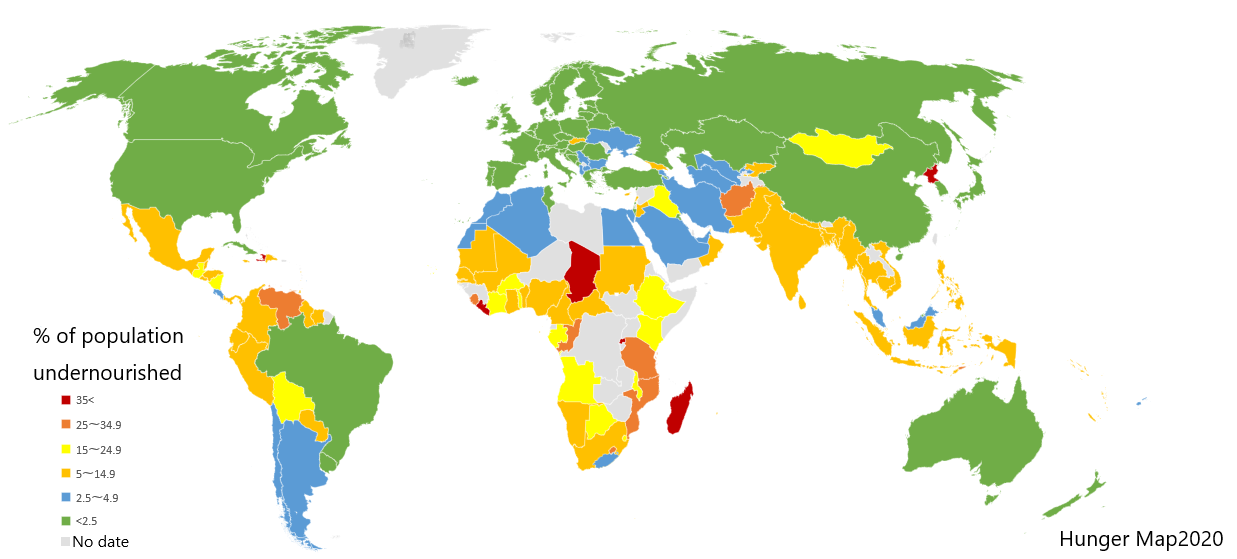
کشورها بر پایه درصد جمعیت مبتلا به سوء تغذیه، طبق سر شماری سازمان ملل.

طبق سر شماری سازمان ملل درصدی از جمعیت ملی از سوء تغذیه رنج می‌برند. توجه جدی به جایگاه تغذیه در بین مردم ایران از زمان تأسیس آموزشگاه علم تغذیه و غذا بوده که توسط حبیب‌الله هدایت در سال ۱۹۶۱ دایر شده بود.
با وجود این حقیقت که ایران دارای یک اقتصاد وابسته به کشاورزی می‌باشد، درجات بالایی از سوء تغذیه در کشور وجود دارد.
حدوداً یک چهارم کودکان یا گرسنگی کشیده‌اند یا فاکتورهای کاهش رشد را به دلیل سطح پایین تغذیه تجربه کرده‌اند.
با این وجود شاخص‌های قابلیت توزیع غذا در سطح پایینی است، درصد کودکانی که از سوء تغذیه رنج می‌برند در روستاها بیشتر است.
به عنوان یک اندازه‌گیری سلامت اجتماعی و توزیع غذایی ناکافی با توجه به منابع سازمان خواربار و کشاورزی ملل متحد (فائو) ۱۳در صد افراد جوان به عنوان چاق طبقه‌بندی می‌شوند.
با توجه به اعلام دولت ایران حدود ۶۰درصد از ایرانی‌ها وزنی بیش از نرمال و ۳۵ درصد از زنان و ۱۵ درصد از مردان از چاقی رنج می‌برند.
کمیسیون مواد غذایی کدکس در سال ۲۰۰۲ به عنوان مسئول تنظیم و تعیین استانداردها، کیفیت و قوانین سلامت مرتبط با تولید و تجارت، تولیدات کشاورزی خام و مواد غذایی با توجه به استانداردهای مختلف جهانی تأسیس شد.
صنایع نوشیدنی‌های بدون الکل ارزشی در حدود ۲۰ میلیارد دلار در سال دارند. امروزه ایران در حدود ۳ میلیارد لیتر انواع مختلف نوشیدنی‌های غیر الکلی تولید می‌کند که نشان دهنده مصرف ۴۶ لیتر در پایتخت می‌باشد و بیش از ۱۲ درصد تولیداتش را صادر می‌کند. افزایش آگاهی نسبت به آسیب‌های نوشابه‌های گازدار و تند و درجات بالای دیابت، حرکتی را به سمت مواد غذایی سالم‌تر ایجاد کرده‌است.

## اعتیاد و بیماری‌های واگیر

### وبا
وبا یک مشکل ماندگار در ایران بود.
تلویزیون دولتی به مردم هشدار می‌داد که سبزیجات نخورند و قالب‌های یخ موجود در خیابان را خریداری نکنند. همچنین در برخی رستوران‌ها سرو سالادها ممنوع شدند.
در اپیدمی سال ۱۹۹۸ شمار قابل ملاحظه‌ای درگیر و جانشان را از دست دادند.

### اچ‌آی‌وی/ایدز
راه‌های اصلی انتقال ایدز در ایران، آمیزش جنسی و استفادهٔ معتادان تزریقی از سرنگ مشترک است. اگر چه میزان مبتلایان به بیماری ایدز در ایران کم بوده‌است، ولی به گفته سازمان بهداشت جهانی بر اساس داده‌های گزارش شده، نرخ رشد اپیدمی ایدز در ایران به صورت هشدار دهنده‌ای در حال افزایش است.
براساس آمار جمع‌آوری شده از دانشگاه‌های علوم پزشکی و خدمات بهداشتی درمانی، تا پاییز سال ۱۳۹۰ حدود ۲۴ هزار نفر (در مجموع ۲۳٬۹۰۲ نفر) افراد مبتلا به ویروس اچ‌آی‌وی (عامل بیماری ایدز) به‌طور رسمی در بانک اطلاعاتی وزارت بهداشت ثبت شده‌اند؛ بنابراین با فرمول تخمین موارد واقعی بر اساس موارد ثبت شده، هم‌اکنون حدود ۸۰ هزار HIV مثبت در ایران وجود دارد. اما بر اساس آمار غیررسمی، ۱۲۰ هزار ناقل HIV در ایران وجود دارد. از میان افراد ثبت شده، ۹۱ درصد مرد و ۹ درصد زن هستند و حدود نیمی از مبتلایان در گروه سنی ۲۵ تا ۳۴ سال قرار دارند. براساس این گزارش در میان علل ابتلا به HIV، تزریق با وسایل مشترک در مصرف‌کنندگان مواد، رتبه نخست و ابتلا از طریق رابطه جنسی رتبه دوم را دارد. با این حال، به گفتهٔ مینو محرز رئیس مرکز تحقیقات ایدز وزارت بهداشت، «مهم‌ترین مسئله‌ای که از این آمار می‌توان استنباط کرد، افزایش شیوع جنسی بیماری ایدز است که در این آمار ۱۰٫۳ درصد ذکر شده که البته واقعیت موجود در مراکز درمانی بسیار بیش از این است.» بیش از ۹۰ درصد زنان مبتلا بدون اینکه آگاه باشند، از طریق شوهرانشان مبتلا به اچ‌آی‌وی می‌شوند. این بیماری در میان جوانان، زنان و همچنین کودکان کار در حال افزایش است.
حرف زدن از بیماری ایدز در ایران با محدودیت‌های اخلاقی و عرفی همراه‌است. بحث و گفتگو دربارهٔ بلوغ، بهداشت جنسی و بیماری‌های آمیزشی در خانواده‌ها محدود است. مبتلایان به ایدز همواره نگران واکنش‌های جامعه بوده‌اند. ابراز ابتلا به این بیماری موجب «انگ اخلاقی» و طرد بیمار از خانواده، اطرافیان و جامعه می‌شود. این امر باعث پنهان‌کاری و مخفی کردن بیماری می‌گردد، بنابراین ایدز در خفا گسترش می‌یابد و کنترل بیماری را دشوار می‌کند.
نخستین مورد گزارش و ثبت شده ابتلا به ایدز در ایران مربوط به سال ۱۳۶۶ و در مورد یک کودک شش ساله مبتلا به بیماری هموفیلی است که فراورده‌های خونی آلوده دریافت کرده بود. در سال‌های اولیهٔ شیوع بیماری، وجود ایدز در ایران اساساً انکار می‌شد. در ارتباط با این بیماری دو پروندهٔ قضایی عمده وجود دارد. پروندهٔ بیماران هموفیلی، که به موجب آن سازمان انتقال خون ایران مقصر شناخته شد و پروندهٔ برادران علایی پزشکانی که برای فعالیت‌هایشان در زمینه شناساندن و مبارزه با بیماری ایدز در ایران شهرت بین‌المللی دارند و به اتهام مخالفت با حکومت در سال ۱۳۸۷ بازداشت و حبس شدند که اعتراضات گستردهٔ بین‌المللی را در پی داشت.
براساس آمار جمع‌آوری شده از دانشگاه‌های علوم پزشکی و خدمات بهداشتی درمانی، تا اول فروردین سال ۱۳۹۴ در مجموع ۲۹ هزار و ۴۱۴ نفر افراد مبتلا به ایدز/ «اچ.آی. وی» در ایران شناسایی شده‌اند که ۸۸ درصد آنان را مردان و ۱۲ درصد را زنان تشکیل می‌دهند.

### مواد مخدر
اعتیاد به مواد یک بخش مهم مشکلات بهداشتی را تشکیل می‌دهد. ایران یکی از مسیرهای اصلی قاچاق حشیش، هروئین، تریاک و مورفینی است که در افغانستان تولید می‌شود. همچنین سازندگان مواد راه خود را به بازار منطقه‌ای در سال‌های اخیر یافته‌اند.
ایران رشد نخست را در شیوع اعتیاد به مواد مخدر در سراسر دنیا دارد.
۸/۲ در صد جمعیت ایرا ن معتاد می‌باشند. سن آغاز اعتیاد برای اغلب ایرانیان در دهه دوم زندگی آنان است.
صدها کارگاه ساخت مواد در پاکستان و افغانستان تشکیل شده‌است.
از زمانی که خروجی تولید مواد در افغانستان نسبت به قبل از تهاجم ایالات متحده به این کشور در سال ۲۰۰۱ جهل برابر شده‌است.
پلیس ایران در سال ۲۰۰۹ اعلام کرد که از ۷٫۷۰۰ تن مواد مخدری که در سال ۲۰۰۸ در افغانستان تولید شده بود و ۳٫۰۰۰ تن آن وارد ایران شده می‌افزاید که مدیریت این نیرو موجب کاهش هزار تنی در قاچاق تریاک شده‌است.
ایران بالغ بر ۶۰۰میلیون دلار در حدود ۲سال گذشته صرف کرده‌است تابا حفر کانال ساختن سد و نصب سیم خاردار مرزی مملو از جرم کشور رو مسدود کند.
ایران روزانه ۳ تن مواد کشف می‌کند در سال ۲۰۰۵ موارد تخمین زده شد معتاد به مواد مخدر در حدود ۲تا ۴ میلیون نفر قرار داشت .(۱٫۲ میلیون نفر با توجه به اعلام دولت)
۴۰ درصد از زندانیان در ایران به علت جرایم مرتبط با مواد دستگیر شدند. با توجه به آمار ارائه شده ایران نزدیک به ۳۵۰۰ نیروی پلیس امنیتی در ستاد مبارزه با مواد مخدر دارد که سالیانه مبلغی نزدیک به ۱میلیارد دلار هزینه دربردارد و تأثیر مخرب سالانه آن بر اقتصاد ایران حدود ۸٫۵ میلیارد دلار برآورد می‌شود.

### سیگار و دخانیات
ایران ممنوعیت استفاده از دخانیات را در مکان‌های عمومی سختگیرانه اجرا می‌کند.
مطابق با قوانین جدید استفاده از دخانیات در همه سازمان‌های عمومی، هتل‌ها، رستورانها، چایخانه‌ها و کافی شاپ‌ها ممنوع می‌باشد. متأسفانه قوانین شاید وجود داشته باشد اما اجرا نمی‌شود
همچنین ارائه و کشیدن قلیان (قلیان که سنتی فارسی و امر ضروری در چایخانه‌های ایرانی است) ممنوع می‌باشد.
از مارس ۲۰۰۶ کشیدن دخانیات برای همه رانندگان ماشین در سراسر کشور ممنوع شد و همچنین می‌توانند متخلفین را جریمه کنند این ممنوعیت به صورت گسترده‌ای توسط رانندگان نادیده گرفته می‌شود.
و همچنین در صورت فروش محصولات توتون به همه افراد زیر ۱۸ سال تمام محصولات دخانیات مصادره و ضبط و جریمه نقدی می‌شوند.
تکرار تخلف منجر به پرداخت مبالغ سنگین جریمه می‌شود.
نزدیک به ۲۰٪ از مردان و ۴٫۵٪ از زنان بزرگسال در کشور تنباکو استفاده می‌کنند. (بر طبق برخی از ارزیابی‌ها ۱۲ میلیون مصرف‌کننده دخانیات داریم). هرساله ۶۰٫۰۰نفر ایرانی به‌طور مستقیم یا غیرمستقیم در اثر استفاده دخانیات جان خود را از دست می‌دهد. دخانیات عامل ۲۵ درصد از مرگ در کشور می‌باشد.
عقیده بر این است که حدوداً ۵۴ تا ۶۰میلیارد سیگار سالانه در ایران مصرف می‌شود با توجه به اعلام رسمی شرکت دخانیات ایران سالانه حدود ۷/۲ میلیارد سیگار به ایران قاچاق می‌شد که در مقابل ۷/۲۶ میلیارد سیگار دیگری قرار دارد که به‌طور قانونی وارد می‌شود.
واردات سیگار، تنباکو، سیگار برگ، کاغذ سیگار و فیلتر سیگار تنها به قدرت یکتای دولت بستگی دارد. (مربوط است) ایرانی‌ها سالانه ۸/۱ میلیارد دلار صرف تنباکو می‌کنند.
ایرانیان بیش از ۸/۱ میلیون دلار برای دخانیات در سال هزینه می‌کنند / با توجه به قوانین ۲۰۱۰ سیگاری‌ها از این پس در کارهای بزرگ دولتی گماشته نمی‌شوند.

### آلودگی هوا
به دلیل آلودگی هوا در تهران شیوع بیماری‌های تنفسی و سرطان سرعت قابل توجهی را در ایران داشته‌است.
طبق تخمین بانک جهانی زیان وارد شده به ایران بر اثر مرگهایی که علت آن آلودگی هوا بوده ۶۴۰. میلیون دلار که برابر با ۱/۵ تریلیون ریال یا ۵۷٪ از درصد از Gppاست.

### مصرف الکل
الکل و آبجو در ایران ممنوع می‌باشد زیرا قوانین اسلامی استثنایی برای هیچ‌یک از مسلمانان که بتوانند به صورت قانونی مشروبات الکلی مصرف کنند را ندارد.
قاچاق الکل در ایران طبق محاسبات در سال ۲۰۱۰ نزدیک به یک میلیون دلار بوده‌است.

## تنظیم خانواده
در سال ۱۳۳۷ اولین برنامه‌های تنظیم خانواده در ایران به اجرا گذاشته شد. این برنامه‌ها از سال ۱۳۴۸ به صورت متمرکز آغاز گشت. سیاست «فرزند کمتر، زندگی بهتر» (از سال ۱۳۴۵ تا ۱۳۵۵) و سیاست «تنظیم خانواده» از سال ۱۳۶۸ از جمله سیاست‌های تنظیم خانواده درایران هستند. از دست‌آوردهای سیاست‌های تنظیم خانواده، افزایش نرخ رواج پیشگیری از بارداری از ۳۷ درصد در سال ۱۹۷۶ به ۷۵ درصد در سال ۲۰۰۰ می‌باشد.
در سال ۱۳۸۹ محمود احمدی‌نژاد از سیاست‌های کنترل جمعیت انتقاد و نسبت به عواقب آن هشدار داد. او همچنین شعار «دو بچه کافیست» را زیر سؤال برد و آن را یک شعار غربی دانست. احمدی‌نژاد همچنین اعلام کرد که ایران می‌تواند جمعیتی معادل ۱۵۰ میلیون نفر داشته باشد.
ایران درگذار اپیدمیولوژیک و با مشکلات دو برابری از بیماری‌ها مواجه‌است. همچنین تهدیدات جدید به وجود آمده باید مورد توجه قرار گیرد. گذار اپیدمیولوژیک و جمعیت‌شناسی تأثیر قابل توجهی بر الگوی عوارض و مرگ و میر در آینده‌ای نزدیک و دور به ویژه در پدید آمدن بیماری‌های مزمن، غیرواگیر و مشکلات یک جامعه سالخورده خواهد داشت.

## علل عمده مرگ و میر
در اوایل ۲۰۰۶ علت اصلی مرگ طبیعی بیماری‌های قلبی و سرطان بوده‌است.
طبق اعلام وزارت بهداشت و آموزش پزشکی از ۴٪ از همه مرگ‌ها در سال ۲۰۰۳ ناشی از بیماری‌های سیستم گردش خون بوده‌است.

## مراقب سلامت در مدرسه:
در وزارت آموزش و پرورش ایران با جذب نیرو های مراقب سلامت در مدارس به جهت حفظ سلامت دانش آموزان،ارتقا بهداشت دانش آموزان سعی بر ارتقاع بهداشت عمومی جامعه نموده اند.این نیرو ها که با عنوان مراقب سلامت مدرسه شناخته میشوند.
وظایف مراقب سلامت مدرسه به شرح زیر است:
- بررسی وضعیت سلامت دانش‌آموزان

مراقب سلامت مدرسه باید وضعیت سلامت دانش‌آموزان را به صورت منظم بررسی کند. این بررسی‌ها شامل اندازه‌گیری قد و وزن، بررسی وضعیت بینایی، شنوایی و دندان‌ها، بررسی وضعیت واکسیناسیون و بررسی وضعیت سلامت روانی دانش‌آموزان است.
- نظارت بر بهداشت محیط مدرسه

مراقب سلامت مدرسه باید بر بهداشت محیط مدرسه نظارت کند. این نظارت شامل بررسی وضعیت نظافت کلاس‌ها، سرویس‌های بهداشتی، آب آشامیدنی و فضای سبز مدرسه است.
- آموزش بهداشت فردی به دانش‌آموزان

مراقب سلامت مدرسه باید به دانش‌آموزان آموزش دهد که چگونه از سلامت خود مراقبت کنند. این آموزش‌ها شامل آموزش بهداشت دهان و دندان، بهداشت فردی، بهداشت روانی و بهداشت جنسی است.
- ارائه‌ی خدمات بهداشتی اولیه به دانش‌آموزان

مراقب سلامت مدرسه در صورت نیاز، خدمات بهداشتی اولیه را به دانش‌آموزان ارائه می‌دهد. این خدمات شامل کمک‌های اولیه، تزریق واکسن، توزیع دارو و پانسمان زخم‌ها است.
- پیگیری دانش‌آموزانی که نیاز به مراقبت‌های بهداشتی دارند

مراقب سلامت مدرسه باید دانش‌آموزانی را که نیاز به مراقبت‌های بهداشتی دارند، پیگیری کند. این پیگیری‌ها شامل مراجعه دانش‌آموزان به مراکز درمانی، دریافت دارو و انجام آزمایش‌های پزشکی است.

## صنایع داروسازی
صنایع داروسازی در ایران در شکل مدرن خود هنگامی که انستیتو پاستور به وجود آمد در سال ۱۹۲۰ شروع به کار کرد.
ایران قابلیت تولیدات دارویی پیشرفته مناسبی دارد. با این وجود کشور همچنان وابسته به واردات مواد خام و بسیاری از داروهای تخصصی می‌باشد.
استانداردهای مرتبط با ساختارهای دارویی در ایران توسط نظام فارما کوپه (راهنمای دارویی کشور) ایجاد و اصلاح می‌شود. وزارت بهداشت، درمان و آموزش پزشکی ایران مسئولیت فراهم کردن مقادیر سالم بر مؤثر و با کیفیت بالای داروها که برای تمام مردم قابل دستیابی باشد به عهده دارد. از زمان انقلاب ۱۳۵۷ ایران یک سیاست ملی (nnp) دارویی کامل بر پایه ژنریک با تولید منطقه‌ای داروهای ضروری و واکسن‌ها به عنوان یکی از اهداف اصیلش را ایجاد کرده‌است.
اگر چه که بیش از ۸۵ درصد جمعیت از یک سیستم بیمه‌ای برای تأمین هزینه‌های دارویی خود استفاده می‌کنند. دولت به شروط یارانه تولیدات و واردات دارویی را افزایش می‌دهد به منظور افزایش دسترسی که این منجر به تجویز بیش از حد و استفاده ناصحیح از داروها مانند آنتی‌بیوتیکها می‌گردد.
شرایط محیطی کشور سخت‌گیری‌هایی را بر واردات داروها و صنایع دارویی ویه نسبت به شرکت‌های که قصد ورود برای نخستین بار در بازار دارند.
وزارت بهداشت مسئول اصلی تلاش‌های دارویی در کشور می‌باشد.

### محصولات
سطح وسیعی از داروها برای درمان سرطان، دیابت و عفونت و افسردگی در ایران تولید می‌شود.
جمهوری اسلامی ایران اولین کشور در شرق مدیترانه توانایی در صادرات واکسن به کشورهای مختلف جهان دارد.

## تبعیض‌ها

### باوری و پوشاک
در ژانویه ۲۰۱۸، گزارشی در رسانه‌های درون ایران منتشر شد که از راه ندادن زنان بدون چادر به بیمارستان‌هایی در ایران می‌گفت. در نمونه‌ای، گفته شد که حتی «بدون چادر نمی‌توانید وارد اورژانس بیمارستان شوید». در نمونه‌ای یکی از بیمارستان‌های بزرگ تهران، در وبگاهش اعلام کرده بود که «در این مجموعه ورود همهٔ خواهران با پوشش چادر بوده … و همچنین آرایش نداشته باشند». یکی از مامورهایی که برای اجرای چادری‌بودن زنان گذاشته شده بود، در این گزارش گفت: «خیلی وقت است که چادر اجباری شده. وقتی زن بدحجابی وارد بیمارستان می‌شود، می‌آیند و به ما تذکر می‌دهند… کسی که مریض است باید فکر درمان باشد، نه تیپ‌زدن». وی همچنین اعلام داشت که آرایش بیماران را نیز پیش از ورود پاک می‌کنند. در این گزارش همچنین گفته شد که بیماران با پوشش مقنعه عمل می‌شده‌اند و در بیمارستانی دیگر مشخص شد که زنان را پزشکان زن و مردان را پزشکان مرد معاینه می‌کنند.